# Олигодендроциты

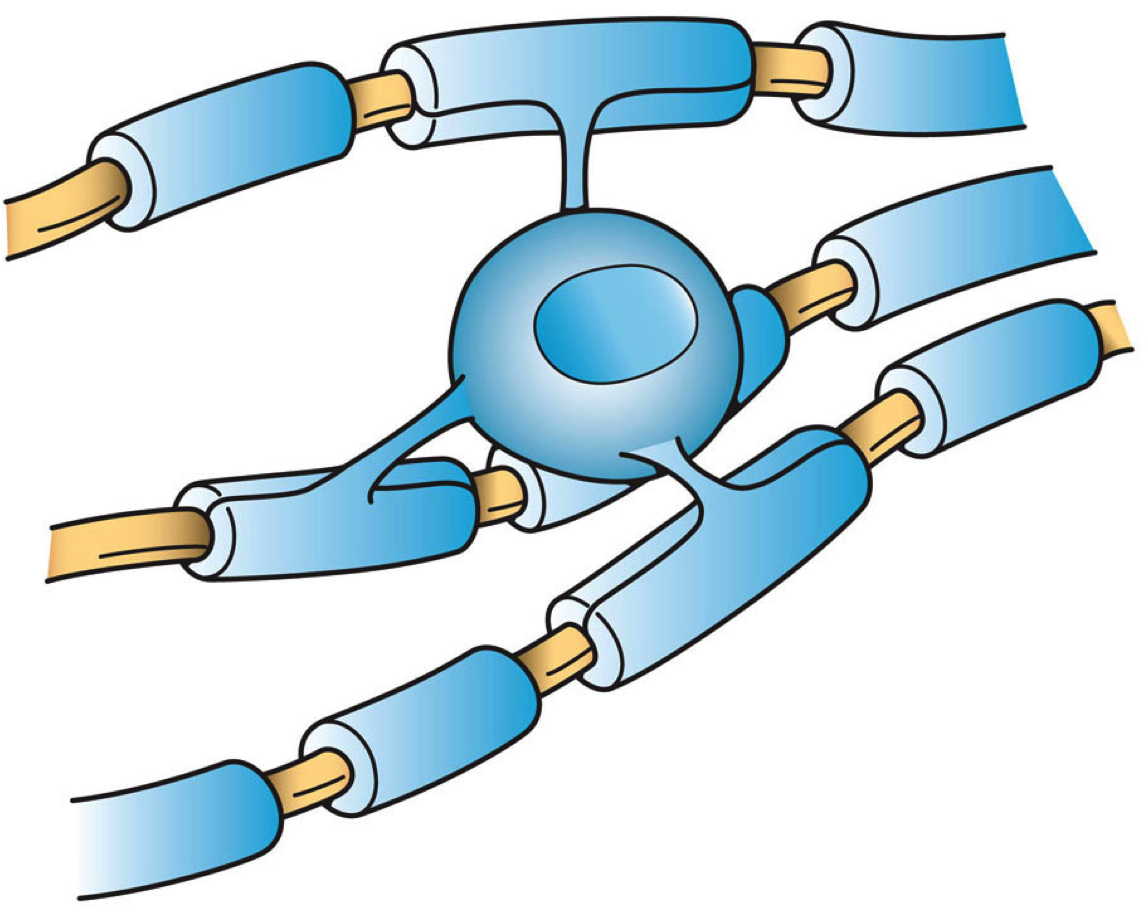
Схема строения олигодендроцита

Олигодендроциты, или олигодендроглия — это вид нейроглии, открытый Пио дель Рио-Ортегой (1928 год). Олигодендроциты есть только в центральной нервной системе, которая у позвоночных включает в себя головной мозг и спинной мозг.
Их главная функция — предоставлять помощь и изоляцию аксонам нейронов, находящихся в центральной нервной системе позвоночных животных (аналогично шванновским клеткам в периферической нервной системе). Олигодендроциты выполняют свою функцию путем создания миелиновой оболочки, которая на 80 % состоит из липидов, а на 20 % — из белков. Каждый олигодендроцит имеет множество отростков, каждый из которых оборачивает собой часть какого-либо аксона. Один олигодендроцит может обслуживать до 50 аксонов. Шванновские клетки, в свою очередь, могут оборачивать только один аксон.

## Происхождение
Олигодендроглия развивается из олигодендроцитарных клеток-предшественников.
Большинство олигодендроцитов развиваются в течение эмбриогенеза и раннего младенчества из околожелудочковых зародышевых областей.
Клетки субвентрикулярной зоны мигрируют из зародышевых зон, чтобы заселить развивающиеся белое и серое вещество, где они дифференцируются и созревают в миелин-образующую олигодендроглию.
Однако ещё неизвестно, все ли олигодендроглиальные предшественники проходят такую последовательность событий. Было высказано предположение, что некоторые из них подвергаются апоптозу, то есть самоуничтожаются, а другие не могут дифференцироваться в зрелую олигодендроглию и сохраняются как взрослые олигодендроглиальные предшественники. Примечательно, что популяция олигодендроцитов, возникшая в субвентрикулярной зоне, может быть резко расширена за счет введения эпидермального фактора роста (EGF).
Сейчас происхождение олигодендроцитов активно обсуждается учеными.
При рождении миелинизация распространена только в некоторых регионах мозга, она продолжается до возраста 25-30 лет.

## Функции
Олигодендроциты тесно связаны с нервными клетками, и, как и другие глиальные клетки, олигодендроциты предоставляют нейронам опору, а также трофическую поддержку путем продуцирования глиального нейротрофического фактора (GDNF), мозгового нейротрофического фактора (BDNF) и инсулиноподобного фактора роста-1 (IGF-1). Кроме того, нервная система млекопитающих сильно зависит от миелиновых оболочек, которые уменьшают утечку ионов и уменьшают емкость клеточной мембраны. Также миелин увеличивает скорость проведения нервных импульсов, когда скачкообразное распространение потенциалов действия происходит по перехватам Ранвье между шванновскими клетками (в периферической нервной системе) или олигодендроцитами (в центральной нервной системе). Кроме того, скорость распространения импульсов миелинизированного аксона увеличивается пропорционально его диаметру, тогда как скорость импульсов немиелинизированных волокон увеличивается только как квадратный корень из диаметра аксона. Изоляция по толщине должна быть пропорциональна диаметру волокна. Оптимальное для максимальной скорости проведения импульсов соотношение диаметра аксона, деленного на диаметр всего волокна (включая миелиновую оболочку), равно 0.6.
Спутниковые олигодендроциты функционально отличаются от других олигодендроцитов. Они не прикреплены к нейронам и, следовательно, не выполняют изолирующую роль. Они регулируют состав внеклеточной жидкости. Спутниковые олигодендроциты считаются частью серого вещества, тогда как миелинизирующие олигодендроциты являются частью белого вещества.
Миелинизация — важный фактор, влияющий на интеллект. Нейробиолог Винсент Дж. Шмитхорст предположил, что между объёмом белого вещества мозга и интеллектом есть взаимосвязь. Люди с бо́льшим количеством белого вещества имеют более высокий показатель IQ. Исследование, проведенное Дженис М. Юраска на крысах, показало, что крысы, выращенные в обогащенной среде, имели большую степень миелинизации в их мозолистых телах.

## Патологии
Повреждение олигодендроцитов наблюдается при демиелинизирующих заболеваниях, таких как рассеянный склероз и различные лейкодистрофии. Дисфункция олигодендроцитов также может быть связана с патофизиологией шизофрении и биполярного расстройства.
Травмы тела, например, повреждения спинного мозга, могут также вызвать демиелинизацию. Церебральный паралич (иногда развивается из перивентрикулярной лейкомаляции, которая представляет собой локальный или распространенный асептический некроз белого вещества больших полушарий головного мозга и встречается чаще всего у недоношенных детей) в основном бывает врожденным или вызванным повреждением новообразованного мозга (травма структур головного мозга в период внутриутробного развития и родов). При церебральном параличе, травме спинного мозга, инсульте и, возможно, рассеянном склерозе олигодендроциты, как полагают, повреждаются чрезмерным высвобождением нейромедиатора глутамата. Было также показано, что повреждение опосредовано NMDA-рецепторами глутамата.
Олигодендроциты также восприимчивы к инфекции полиомавирусом человека (вирусом JC), что вызывает прогрессирующую мультифокальную лейкоэнцефалопатию (PML) — состояние, которое специфически затрагивает белое вещество, как правило, у пациентов с ослабленным иммунитетом.
Опухоли олигодендроглии называют олигодендроглиомами. Химиотерапевтический агент флуороурацил (5-FU) вызывает повреждение олигодендроцитов у мышей, что приводит как к резким острым нарушениям центральной нервной системы, так и постепенно усиливающейся со временем отсроченной дегенерации ЦНС.